# Wichte
Die Wichte eines physikalischen Körpers, auch spezifisches Gewicht genannt, Formelzeichen {\displaystyle \gamma } (griechisches Gamma), ist das Verhältnis seiner Gewichtskraft zu seinem Volumen und damit eine bezogene Größe.
Der Physiker Nikolaus von Kues wies schon im 15. Jahrhundert auf den Nutzen der Bestimmung des spezifischen Gewichts von Blut und Harn hin. Das DIN empfiehlt bereits seit 1938 im deutschen Normenwerk, die Bezeichnung „spezifisches Gewicht“ zugunsten von „Wichte“ aufzugeben. Von 1971 bis 1984 wurde in DIN 1306 auch die Wichte vermieden. Die Wichte wird in der Physik heute kaum noch verwendet, findet aber in der Technologie, besonders in der Geotechnologie, noch große Verwendung. Bevorzugt angegeben wird die Dichte eines Körpers, aus der sich die Wichte gegebenenfalls ableiten lässt.

## Definition
Die Wichte eines Materials ist seine Gewichtskraft {\displaystyle F_{\text{G}}} bezogen auf sein Volumen {\displaystyle V}:
{\displaystyle \gamma ={\frac {F_{\mathrm {G} }}{V}}={\frac {m\,g}{V}}=\rho \,g}
mit
- der Masse {\displaystyle m}
- der Schwerebeschleunigung {\displaystyle g}
- der Dichte {\displaystyle \rho }.

Die Einheit der Wichte ist:
{\displaystyle [\gamma ]={\frac {\mathrm {N} }{\mathrm {m} ^{3}}}={\frac {\mathrm {kg} \cdot \mathrm {m} }{\mathrm {m} ^{3}\cdot \mathrm {s} ^{2}}}={\frac {\mathrm {kg} }{\mathrm {m} ^{2}\cdot \mathrm {s} ^{2}}}}

## Abhängigkeiten
Die auf einen Körper der Masse {\displaystyle m} wirkende Gewichtskraft ist proportional zur Fallbeschleunigung {\displaystyle g}:
{\displaystyle F_{G}=m\cdot g}
Damit ist der Wert der Wichte eines Materials abhängig von der Stärke der Gravitation, z. B. ist der Wert der Wichte auf dem Mond nur etwa 1/6 so groß wie auf der Erdoberfläche. Auch auf der Erde unterscheidet sich die Gravitation je nach Standort: so ist die Erdbeschleunigung am Nordpol aufgrund der Schwereabplattung um ein halbes Prozent größer als am Äquator, außerdem ist sie auf einem Berg kleiner als auf Meereshöhe.
Der Wert der Wichte hängt damit nicht nur von der Art des Materials, sondern auch vom Ort ab. Dies steht im Gegensatz zur Dichte {\displaystyle \rho }, die nur von der Masse und dem Volumen des betrachteten Körpers abhängt:
{\displaystyle \rho ={\frac {m}{V}}={\frac {\gamma }{g}}}
Auch die Temperatur und der Umgebungsdruck einer Probe haben Einfluss auf den Wert der Wichte, da sich das Volumen der Probe durch Wärmeausdehnung oder Druckerhöhung ändert. Dies ist auch bei der Dichte der Fall.
Um trotz dieser Abhängigkeiten einen eindeutigen Wert für die Wichte eines Materials zu erhalten, ist es üblich, ihren Wert auf Standardbedingungen für Erdbeschleunigung, Druck und Temperatur zu beziehen.